# 挪威足球乙级联赛
挪威足球乙级联赛，是挪威足球联赛系统的第3級別。
挪威足球乙级联赛现有28支球队，分为2个小组，每组14支球隊。赛季结束后，每个小组的冠军升入挪威足球甲级联赛。每个小组的最后3名降级。该级别联赛是预备队能够参加的最高级别，而且仅限于超级联赛球队的预备队。